# 無責任艦長タイラー (アニメ)
『無責任艦長タイラー』（むせきにんかんちょうタイラー）は、1993年1月から7月までテレビ東京系列で放送されたアニメ、またはその後に制作されたOVA。原作は吉岡平のライトノベル『宇宙一の無責任男』シリーズ。

## 概要
1993年1月25日から7月19日にかけて、テレビせとうち（TSC）を制作局として全26回が放送された。アニメの実制作はタツノコプロ、製作はキングレコード、バップ、メディアリングからなるタイラープロジェクトとTSC、ビックウエスト。
作品表現や宣伝・販売の手法について実験的な要素が数多く盛り込まれ、後に一般的になるビデオなどメディアでの販売を前提としてテレビ放送を行うテレビアニメの先駆者となった。また、ライトノベルを原作とした、初めてのTVシリーズのアニメ作品でもある。テレビアニメと並行して関連CDやビデオを発売し、同時にCDショップで無料配布したタイラー新聞、テレホンサービスの「8585(パコパコ)ダイヤル」、各種イベント開催などメディアミックス展開を積極的に展開している。
原作者の吉岡平はリライト版の小説のあとがきで、「今だから語れるが、当時アニメ版には非常に不満があった。しかし時間もたち多数の外伝シリーズなどの執筆を経たのちは、逆にアニメ版の影響を多大に受けるようになっていた。」との心境の変遷を実際に語っている。
BGMのひとつである、「銀河無責任音頭」は、『ダウンタウンのごっつええ感じ』の人気コントシリーズ『AHO AHO MAN』で使用された。

## あらすじ
時は未来、地球と惑星ラアルゴンとの戦争のさなか、主人公の放浪者ジャスティー・ウエキ・タイラーは楽な仕事がしたい！と、地球軍に入隊してしまい、あれよあれよという間にオンボロ駆逐艦「そよかぜ」の艦長にまで出世してしまう。
その後も持ち前の強運で数々の難事件を乗り切り、気づけばラアルゴン帝国の大艦隊を「そよかぜ」1隻で撃退するまでになる。そして、ラアルゴン帝国の皇帝ゴザ16世のアザリンはタイラーに興味を持ち始める。

## 登場キャラクター

### 惑星連合宇宙軍

#### 駆逐艦そよかぜのクルー達
ジャスティ・ウエキ・タイラー少佐（艦長・20歳）
声 - 辻谷耕史
本作の主人公。「楽がしたいから」という理由で軍に入隊。年金課に配属され、年金を届けに行ったハナー元提督宅にてテロリストの立て篭もりに遭遇しこれを解決。二等兵から少佐へ特進し『駆逐艦そよかぜ』の艦長に就任することとなる。女好きでだらしない性格、兵法に対する知識もからっきしであるが、そのくせ悪運だけはやたら強い。そんな経緯がユリコやヤマモトのストレス源となるが、純粋、かつ穏健な心と誰よりも強い信念を秘めており、決して強運だけでない彼の人となりがクルー全員の心を一つにさせていく。
ユリコ・スター少佐（情報部将校・19歳）
声 - 天野由梨
本編のヒロインの一人で、ミフネ中将の秘書をしていたがタイラーのお目付け役として『そよかぜ』に搭乗。無責任な振る舞いのタイラーに対していつも怒っており、何度かビンタも食らわす。情報処理担当として優れた技能を持ち、規律や規則を重んじる真面目な性格だが、次第にタイラーの寛大な人柄に触発され、そして彼に魅了されるようになる。
マコト・ヤマモト大尉（副艦長・25歳）
声 - 速水奨
そよかぜ副長。規律が服を着て歩いているような性格で、ミフネやフジに色々入れ知恵されたりもしていたが、タイラーを誤解して尊敬するようになってしまう苦労人。神経質で神経洗浄という緊急治療をしょっちゅう受けていたが、自身も艦長譲りの大胆さを持つようになる。惚れやすい側面も持つ。ユリコのことが気になっているようだが、タイラーとユリコの仲を積極的に邪魔しようとはしていない。
キョンファ・キム中尉（通信士・18歳）
声 - 三石琴乃
そよかぜの通信士。階級的に上官であるタイラー艦長の事を呼び捨てにする。サバサバした性格でクルーの中では一番タイラーに近いと言えるが、物事の判断、機転が早く決めるときはしっかりと決める。当初はタイラーを軽く見ていた節があったが、後の事件を経て勤務態度が見違えるようになる。
ハロルド・カトリ中尉（操舵士・20歳）
声 - 成田剣
日系三世で日本の文化を重んじる金髪青瞳の美青年（ただし最終話で金髪はカツラで実は坊主頭であることが明かされる）。そよかぜの操舵士でその操縦技術は超一流で、艦船だけでなくトラックも乗りこなす。ブリッジに常駐しているにもかかわらず、周りのクルーが個性的すぎるせいか影が薄い（そんな彼の為にドラマCDでは救済話が作られた）。
ヒデザブロー・キタグチ軍医少佐（軍医・自称33歳）
声 - 八奈見乗児
自称・元産婦人科医。酒豪で、工業用メチルアルコールを飲んでしまったため失明し、義眼をしている。33歳を自称しているが外見はどう見ても年齢以上。背丈は高く体格もいい。腕は確かで、酒を飲むと更に腕に磨きがかかる。
コジロー・サカイ少尉（戦闘機パイロット・19歳）
声 - 岩田光央
極度の女性恐怖症。自らを撃墜王と豪語する自信家だがそれだけの腕は持っている。
ユミ・ハナー&エミ・ハナー 二飛曹（戦闘機パイロット・17歳）
声 - かないみか
ハナー元提督の娘。二卵性双生児で外見的特長の見分けは結び目。タイラーを「心の広い方」と言い尊敬している。戦闘機の操縦技術はかなりのものを持つ。
ハルミ伍長（看護兵・3歳（製造年数。肉体は20歳相当））
声 - 岡本麻弥
そよかぜの看護兵。敵艦撃破の恩賞として軍上層部から配属されたが、その実はラアルゴン帝国のスパイアンドロイド。タイラーを暗殺しようとするが彼の優しさに触れる内人間的な感情が芽生え、タイラーに好意と愛情を抱くようになる。そよかぜの男性クルーのマドンナ的存在。
カール・ビョルン・アンドレセン中尉（内火艇艇長・28歳）
声 - 柴本浩行
通称『赤毛のエイリーク』。かつては強襲揚陸艦の艦長だった（作中では触れられていない）。そよかぜの古参兵でクライバーン達荒くれ集団を統率する。ニヒルでクール、規則を嫌う荒くれ者だが女性に対しては紳士的な一面もあり、デートや告白の際はタキシード・花束という正装にも。プレイボーイでありながら純情な男。
ミッキー・クライバーン特務曹長（海兵隊リーダー・32歳）
声 - 中田和宏
そよかぜの古参兵。モヒカンと顔面の生傷がチャームポイント。単細胞で野蛮な性格だがハルミの前では頬を染める可愛らしい一面も。アンドレセンとは付き合いも長く、二人でよくつるんでいる。
海兵隊（カンパニー）
チャーリー（30歳）
声 - 桜井敏治（OVAでは中嶋聡彦）
人生をどこかで間違えたおじさん。ソウル音楽をこよなく愛し、ED1でもラジカセ片手にノリノリで踊る姿が見られる。海兵隊の中で唯一メカに精通しており、作中では『バーチャルもぐら叩き』や『盗聴機』を作った。
ブンタ（29歳）
声 - OVAでは上田祐司
日本のやくざタイプで任侠道に徹したニヒルな男。左眼に眼帯、首からお守りをぶら下げている。花札も所有。
ジェイソン（？歳）
声 - OVAでは岡野浩介
ジェイソンマスクにチェーンソー、ドクロのペンダントがトレードマークの、何を考えているのかわからない変な奴。幼児体験で何かがあり顔を見られるのを極端に嫌う。無口で近寄りがたい外見だが、いざ口を開けてみれば田舎なまりの間の抜けた喋り。
エンジェル（23歳）
ハードゲイの男方。右耳にピアスをしている。おかま的な動きはしないが、そよかぜが左遷命令を受けた際、命令変更の申請が無事受理されるよう花占いに祈りを込めるなど、ちょっと乙女っぽい姿を見せた。
山田（19歳）
気が優しくて力持ち。柔道では大器と言われていたが気の優しさから大成せず。糸目で、めったなことがなければ目を開かない。
スネーク（25歳）
声 - 桜井敏治
変態で、名前のごとく動きがしなやかで舌が長い。
エンペラー（21歳）
元ハーレーの族でヤクの売人。グラサン・チョビヒゲ・リーゼントで特攻服を思わせる服装、といういかにも族な出で立ち。
ラッツ（27歳）
ナイフ使いの名人。小柄な体格を生かし、動きがアクロバット的で素早い。手先が器用。

#### その他主要人物
セッシュウ・ミフネ中将（55歳）
声 - 麦人
惑星連合宇宙軍銀河外周方面艦隊司令官。いつも日本刀を携帯している。目障りなタイラーを暗殺しようと様々な策を練り実行するが、ことごとく失敗する。その度に抜刀してフジに止められるのがパターン化している。
ススム・フジ中将（51歳）
声 - 西村知道
惑星連合宇宙軍統合参謀本部参謀総長。ミフネ同様に様々な暗殺を企てるが、ことごとく失敗する。

### 神聖ラアルゴン帝国
アザリン（16歳）
声 - 笠原弘子
ラアルゴン帝国皇帝ゴザ16世で、紅毛の少女。若くして軍を統帥せねばならない苛酷な運命に翻弄されていたが、捕虜になったタイラーの前向きな考えに触れてから、次第に彼に特別な思いを抱くことになる。タイラーのことをペットとして扱った経緯から"パコパコ"と呼ぶ。
ル・バラバ・ドム（23歳）
声 - 関俊彦
神聖ラアルゴン帝国第27銀河辺境方面第66特派分遣艦隊所属巡洋艦ドローメ艦長。見た目は冷静で義理堅い性格だが、感情が暴走することも。タイラーの能力を高く買っている。
シア・ハス（21歳）
声 - 三田ゆう子
神聖ラアルゴン帝国第27銀河辺境方面第66特派分遣艦隊所属駆逐艦ガルギュラン艦長。規律を重んじ、常に冷淡な性格。
ナク・ラ・ワング（65歳）
声 - 塚田正昭
神聖ラアルゴン帝国宰相。アザリンの父親ゴザ15世を暗殺、皇帝の座を狙う。
ユッター・ド・ロナワー（55歳）
声 - 西尾徳（OVA版：大木民夫）
神聖ラアルゴン帝国第27銀河辺境方面軍司令長官で国防長官。
タナール
声 - 仲野裕（4話）
偵察艦隊の司令官。降伏したそよかぜから機密情報を手に入れるが、タイラーに渡されたプレゼントが爆発し艦隊全滅。
ドナン提督（55歳）
声 - 円谷文彦（6、13話）
第27銀河辺境方面軍司令官。野卑な風貌でいつも何か物を食べており、ドムに「醜い男」と言われる。タイラーに戦いを挑むが、一度目は弾道ミサイル櫻花の爆発に巻き込まれ敗走、二度目はランダムワープ戦法にかかり赤色巨星のプロミネンスに焼かれる。
バルサローム
声 - OVA版：大塚芳忠
ドムの副官。

### その他のサブキャラクター
ロベルト・J・ハナー元提督（69歳）
声 - 西川幾雄
ハナー姉妹の父親。かつては惑星連合宇宙軍の名将だったが、退役後は寝たきりになりボロ家で年金生活を送る。タイラーに多大な影響を与えた人物で、彼が特に敬愛している人物の一人である。
ノリコ・バッハ（17歳）
声 - 川村万梨阿
アイドル歌手。惑星連合宇宙軍の求人CMのイメージキャラクター。
レナンディ
声 - 高木渉（25、26話）
情報部の地上勤務となったユリコの部下。物わかりの良い性質。
ベティー
声 - 小宮和枝
入隊志願者の適性試験を行うバーチャル試験官。タイラーに「ベティーちゃん」と名付けられる。タイラーに魅惑され、ショートを起こすことに。
面接官
声 - 田中和実（1話）
入隊志願のタイラーを受け持った面接官。タイラーの話術にまんまと乗せられる。原作のジェイコブ・ランカーに相当するが、本作では無名の扱い。
ア・ラゴン
声 - 中田和宏（2話）
ハナー宅を占拠したラアルゴンのテロリスト。醜い顔を気にしているが、タイラーに「人間は顔じゃない、心だ」などと諭され涙を流す。
ラ・デューク
声 - 成田剣（2話）
ア・ラゴンの相棒。タイラーに「すっごいハンサム」と言われる程の美形。ユミ・エミに化粧を施されまんざらでもない様子だった。
殺し屋
声 - 千田光男（8話）
フジに雇われタイラーを抹殺しようとするがラアルゴン艦隊の強襲に遭い戦死。
亡霊
声 - 大木民夫（12話）
かつてフジの策略にはめられ自殺した元そよかぜ艦長。亡霊となって現艦長を呪い殺そうとするが、タイラーとヤマモトが責任を押し付け合う情けない姿に呆れ果て消滅。
ナオート・キム軍曹
声 - 伊井篤史
惑星連合宇宙軍共済組合年金課の軍曹。チャキチャキのニュートーキョーっ子。

## メカニック
惑星連合宇宙軍は増尾昭一、ラアルゴン帝国は伊藤浩二が担当。

### 戦力比較
非戦闘艦艇を含まず
惑星連合宇宙軍
戦艦140隻、空母13隻、巡洋艦306隻、駆逐艦1731隻、戦闘機6059機
ラアルゴン帝国
戦艦244隻、空母61隻、巡洋艦335隻、駆逐艦1522隻、戦闘機8627機

### 惑星連合宇宙軍
駆逐艦「そよかぜ」
全長288m、全高67m、最大幅43m
武装兵器：フェーザー砲（位相光線砲）18門・長距離レーザー砲12門・光子魚雷12門
エンジン2基、補助推進機12基、推進機関：反物質融合炉、最大速度：光速の70%
艦載機：戦闘機3機・内火艇1機・シャトル1機
タイラーが艦長として就任するオンボロ駆逐艦。惑星連合宇宙軍の艦の中でも最も古い部類に入る老朽艦である。後にタイラーの悪運の強さによって「負け知らずのそよかぜ」の異名を頂戴する。船体色は青で、艦首上部は赤く塗装されている。
艦型は宇宙戦艦ヤマトのような第二次大戦期の艦艇を連想させる物であり、艦首は衝角の様な形状をしている。エンジンは縦方向に二基配列。大気圏内での姿勢制御用と思われる補助翼を艦橋後部にV字型、船体下部のふくらみにX字型に配置している。また、艦橋後部両脇に艦載機の、艦底部に内火艇の発着口がある。武装はスペック上は上記の様になっているが、外見から確認できるのは艦橋と前部デストロイド・アームの両脇に3基ずつ、計12基装備されている無砲身の4連装回転式ビーム砲（スペック内の長距離レーザー砲？）のみ。艦首の軍旗はポールからガスを噴き出し宇宙空間でもはためく仕掛けになっている。
- デストロイド・アーム
  - 艦橋前部に2本、戦闘機格納庫の上部に2本備え付けられている、船体の修理などに使う巨大なマニピュレーター。先端はマジックハンドのような形に開く。アトミック・バーナーを内蔵。

- ブリッジ
  - コンソールを備えた座席が6つと副長席、収納式補助席4つ。窓は二重構造になっている。艦長席のコンソールは常にONの状態になっており、事故や故障でブラックOUTしてもすぐにサブ回路に切り替わるフェイルセイフ機能を備える。インテリアに狸の置物と観賞用のプチトマトが置かれている。

- 戦闘機格納庫
  - 嵐風1機と蜃竜2機が格納されている。3話では海兵隊とパイロットの乱闘でボロボロに。8話では「ミスそよかぜコンテスト」開催会場にされてしまう。

- 娯楽室
  - 居酒屋とバーを足して割ったような内装。酒を飲んだりパーティーを開いたりと賑やかな、乗組員達の憩いの場。

- 乗組員居住区
  - 居住ブロックとしてまとめられているのが特徴。各乗組員の私用室、医務室、娯楽室、浴場など、一通りの設備が整っている。浴場は銭湯のような造りで大人数が入浴できる広さ。私用室にはシャワールームやキッチンなどが備え付けられている。オンボロ艦に相応しくあまり清潔な艦内とは言えず生活感とゴミに溢れている。

駆逐艦そよかぜ艦載機
96式艦載戦闘機「嵐風」
武装兵器：小型光子魚雷4門・レーザー砲4門・底部ミサイル・ポット、高機動バーニア5基、エンジン1基
パイロットはコジロー少尉。推進力は小さいが高い運動性能を持ち接近戦で能力を発揮する。型は古いがコジローの愛機である。デザインコンセプトは「カッコイイメカではなくポンコツでずんぐりむっくりしたダサイメカ」
97式艦載戦闘機「蜃竜」
全長約25m、全高約7m、幅約12m、武装兵器：ミサイル・ポット（小型光子魚雷）、小型フェーザー砲4門、補助推進機10基、エンジン4基
パイロットはハナー姉妹。嵐風よりも大型の機体で武装も強力。背部のディレクター・ユニット（探知装置）は必要に応じて多数のオプションと取り替えが可能。コックピットは嵐風と共通なので整備がし易くなっている。脱出ポッドが着陸した姿はデザイナー曰く「グラタン＋プロメテウス号」
内火艇「ドロップシップ」
武装兵器：レーザー砲2門・小型フェーザー砲2門、エンジン2基
パイロットはアンドレセン中尉。敵艦を強襲し、ハマーに搭乗した海兵隊を前線に送り込む戦場の特攻隊長。味方戦闘機の援護も行う。スピードは戦闘機に劣るがパワーはある。
白兵戦用コンバット・スーツ95式MC「ハマー」
海兵隊の白兵戦用装甲宇宙服。機体の色はリーダーのクライバーン機がピンク、他機体は黄色。手はマニピュレーター。足の裏はゴム状に自由自在に曲がり運動性が高い。頭頂部には球体が付いたアンテナのような物が立っている。内蔵小火器ハマーガンは、腕の何も無い所に宮崎アニメ的に線が浮き出て開いた中から現れる。スーツは普段、収納庫兼着脱室兼海兵隊控え室のハマーロッカールームに収納されている。
シャトル「ガリレオ」
武装兵器：レーザー砲2門・フェーザー砲1門、エンジン4基
他艦との連絡に使われる宇宙艇、武装は最小限の物を装備。大気圏突入能力もあり地上との連絡にも使われる。
巨大司令空母「鳳鸚」
全長1234m、全高316m、最大幅572.5m、武装兵器：大型ビーム砲・フェーザー砲、エンジン6基
フジ中将が艦長を務める惑星連合参謀司令本部旗艦で、軍最大の有人巨艦。非戦闘艦で戦闘区域には侵入せず、主に艦隊に指令を送る連合宇宙軍司令塔。惑星連合宇宙軍の艦の中で唯一、いわゆる「軍艦」とはかけ離れた形状をしており、後部のエンジン部分から亀の首のように前部に張り出した艦橋を持ち、その両脇に飛行甲板がある。艦内には、作戦会議場、独房、処刑場などの軍事施設の他、将校用料亭といった遊興施設も完備されている。
巨大戦艦「肥前」
全長721m、全高147m、最大幅162m、武装兵器：粒子ビーム砲・フェーザー砲・大型ビーム砲、エンジン6基
ミフネ中将が艦長を務めるミフネ艦隊旗艦。攻撃力の高い主砲の粒子ビーム砲をもって実戦を指揮する。胴体の後部両脇にエンジン部があり、それぞれに3基のエンジンが搭載されている。補助翼の配置はX字型。また、艦首には開口部があるが、これの用途は不明。劇中では肥前以外にも複数の同型艦が確認できる。
新型巡洋艦「阿蘇」
全長448m、全高83m、最大幅91m、武装兵器：フェーザー砲・ビーム砲、エンジン5基
惑星連合宇宙軍の最新技術を駆使して造られた最新鋭の新型戦闘艦で、ミフネ艦隊1731番艦。艦番号はUPS-SC-1731。船体色は白。艦首と艦尾にX字型、艦橋後部にV字型に配置された補助翼を持ち、エンジンは長方形のノズルが縦方向に5基配置されている。また、艦底にはいわゆる「第三艦橋」らしき物が確認できる。武装として長砲身の大型連装砲を艦舷に、そよかぜの物と同型の4連装ビーム砲を艦橋両脇に5基ずつ装備している。他に、艦首にヤマトシリーズの波動砲の発射口の様なライフルリングのついた開口部があるが、詳細は不明。
第24話にてミフネ中将がそよかぜ乗組員の新たなる乗艦に指定するが、艦長に就任するはずだったタイラーが軍を辞めたため、代わりにヤマモトが艦長に任命される。しかし、進水式でヤマモト含む元そよかぜ乗組員が全員グルで行った「そよかぜ発進」によって、そよかぜの出港経路を確保するために発進レーンから叩き落とされてしまう。
巡洋艦
全長不明、全高不明、最大幅不明、武装兵器：フェーザー砲・大型ビーム砲4門(前方、後方各2門）・光子魚雷、エンジン4基
アニメディア1993年9月号第一付録「無責任艦長タイラー」テレビシリーズ完結記念、お気楽タイラーそよかぜ航海日誌に「阿蘇」として掲載されていた艦。「肥前」のシルエットをダウンサイジングしつつ、「あさなぎ」に準じた艦首、艦首寄りの艦橋と艦中央部のふくらみ等、両艦の折衷型のデザインとなっている。劇中でも、モブ艦として多数が登場している。尚、全長等の要目は不明ではあるが、「阿蘇」の項目で掲げられているデータが本級のもので、「阿蘇」はより大型の艦である可能性がある。
駆逐艦「あさなぎ」
全長403m、全高80m、最大幅51m、武装兵器：フェーザー砲26門・大型ビーム兵器2門・光子魚雷10門（大型魚雷2門）、エンジン3基
惑星連合宇宙軍の主力を担う、巡洋艦級の大きさを誇る駆逐艦。多数が量産されており、主に前線で戦闘、敵を迎撃する他、空母など主力艦の護衛も行う。船体色は白。艦橋が艦前部に位置しており、艦後部が長大なのが特徴。また、艦中央部にふくらみがあるが、これの用途は不明。艦尾には補助翼がY字型に配置されている。エンジン配置は、艦尾が二つのエンジンブロックとなっており、それぞれに3基ずつ装備されている。
特殊部隊専用駆逐艦「あらなみ」
特別編でそよかぜの支援に任命される、特殊作戦専門部隊所属の駆逐艦。船体色は視認性の低いオリーブ色。大きさはそよかぜと同等で、乗組員もそよかぜと同じく荒くれ者の集まり。そよかぜと比較すると艦首の形状がより鋭角的になっており、全体的に攻撃的な印象を持つ。艦首に下半角、艦後部に上反角のついた大型の補助翼を装備。また、舷幅はそよかぜより広い。艦橋斜め前方両舷に宇宙爆雷を発射する11連装ランチャーを、艦橋脇に4連装ビーム砲を装備している。対艦兵器は少ない。
巨大惑星間弾道ミサイル「櫻花」
6話に登場する超巨大惑星間弾道ミサイル。発射台の全長は軍最大巨艦の空母鳳鸚をも超える。宇宙軍の軍事科学技術の粋を結集し開発された兵器で、一撃で艦隊を殲滅する威力を持つ。
タイラーを抹殺せんと画策するミフネが敵艦隊諸共そよかぜを葬り去ろうとするが失敗、敵の集中砲火を食らい櫻花は発射寸前に破壊されてしまう。
1001式戦闘機「キョンシー」
24話に登場するジェットエンジン搭載の新型戦闘機。前進翼が特徴。単座式で大気圏内での飛行が可能。

### ラアルゴン帝国
動力機関は動力球、武器はエネルギー水晶体から発射されるビーム。全艦とも亜空間航行時の巡航速度は光速。艦載機射出口はドーム型のゼリー状物質で蓋がされている。
超巨大戦艦「メルバ」
全長18144m、全高16992m、最大幅25488m
ラアルゴン艦隊旗艦。皇帝のアザリンが自ら艦長を務める。頂上の透明ドーム内に住民が生活する大都市があり、戦艦というよりはさながら移動要塞都市である。
艦載機「バハムート」
ラアルゴンの艦載戦闘機。機首の2本のツノと底部の一本足（突起）からエネルギー弾を発射し攻撃する。
パワードスーツ
ラアルゴン兵士用白兵戦スーツ。武装はビーム球（火器）2門とカッターアーム。カッターアームは背中に収納されており、使用時は2本のアームが羽のように伸び先端のカッターで敵を裂く。機動性が高い。
戦艦「バローメ」
全長556m、全高、最大幅、艦載機、巡航速度：光速の90%
艦長はドナン提督。母艦に子艦がぶら下がったような形で2隻がドッキングした船体。
巡洋艦「ザグーン」
艦長はロナワー提督。ドローメよりやや小型。
高速戦艦
ラアルゴン艦隊標準クラスの戦艦。バローメと同サイズ。
巡洋艦「ドローメ」
全長510m、全高150m、最大幅185m、巡航速度：光速の92%
艦長はドム。
大型駆逐艦「ガルギュラン」
全長182m、全高230m、最大幅294m、巡航速度：光速の95〜97%
艦長はシア・ハス。艦底部左右に動力球を装備し高速航行可能。
軽巡洋艦
ドローメやザグーンよりやや小型。輸送艦の護衛につくこともある。
駆逐艦
全長230m、全高198m、最大幅150m、巡航速度：光速の95%、艦載戦闘機：1機
武装兵器：小型ビーム球15門、中型ビーム球18門、大型ビーム球3門
スペースタグ
艦尾に2本の尻尾が生えた宇宙艇。尻尾は船体よりも長く、着陸時収納される。
輸送艦
特別編に登場する、ラアルゴン艦隊の輸送艦。全長は2500m程度。

### その他のメカニック
質量変換爆弾
特別編に登場するラアルゴンの秘密兵器。戦闘機バハムートに積み込んで敵艦を爆撃する。防御バリアーを無効化してしまう脅威の兵器で、そよかぜは窮地に追いやられる。

## スタッフ
- 企画 - タイラープロジェクト[2]
- 原作 - 吉岡平[2] / 小説版イラスト - 都築和彦（富士見ファンタジア文庫刊）
- 監督 - 真下耕一[2]
- シリーズ構成 - 川崎ヒロユキ[2]、真下耕一[2]
- キャラクターデザイン - 平田智浩[2]
- メカニックデザイン - 伊藤浩二[2]、増尾昭一[2]
- 美術監督 - 佐藤勝[2]
- カラーデザイン - 池さゆり
- 撮影監督 - 池上元秋[2]
- 編集 - 森田清次[2]
- 音楽 - 川井憲次[2]
- 音響監督 - 松川陸[2]
- プロデューサー - 岡崎千代[2]、田口智幸[2]、久保真[2]、由井正俊[2]
- 制作 - タツノコプロ
- 製作 - テレビせとうち[2]、ビックウエスト[2]、タイラープロジェクト[2]

## 各話リスト
| 話 | 放送日         | サブタイトル                     | 脚本         | 絵コンテ   | 演出       | 作画監督 |
| -- | -------------- | -------------------------------- | ------------ | ---------- | ---------- | -------- |
| 1  | 1993年 1月25日 | なぞの無責任男                   | 木村直人     | 真下耕一   | 小林哲也   | 平田智浩 |
| 2  | 2月1日         | いよっ!花の年金生活              | 渡辺麻実     | 千葉大輔   | 澤井幸次   | 高木弘樹 |
| 3  | 2月8日         | 艦は出ていくシコリは残る         | 川崎ヒロユキ | 高村彰     | 高村彰     | 鈴木俊二 |
| 4  | 2月15日        | 敵だ!ピンチだ!降参だ!            | 川崎ヒロユキ | 小林哲也   | 小林哲也   | 黄瀬和哉 |
| 5  | 2月22日        | Hではじまる白衣の天使            | 渡辺麻実     | もりたけし | もりたけし | 平田智浩 |
| 6  | 3月1日         | トカゲのしっぽのしっぽ           | 川崎ヒロユキ | 澤井幸次   | 澤井幸次   | 村田俊治 |
| 7  | 3月8日         | 紳士協定がまんがまん             | 木村直人     | 小林哲也   | 小林哲也   | 平田智浩 |
| 8  | 3月15日        | 命短し、殺せや乙女               | 渡辺麻実     | もりたけし | 藤川茂     | 鈴木俊二 |
| 9  | 3月22日        | 花占いに祈りを込めて             | 川崎ヒロユキ | 高村彰     | 高村彰     | 平田智浩 |
| 10 | 3月29日        | 心眼、近眼、ドガンドガン         | 川崎ヒロユキ | 澤井幸次   | 澤井幸次   | 村田俊治 |
| 11 | 4月5日         | 左遷(なが)されて女ざかり         | 渡辺麻実     | 小林哲也   | 小林哲也   | 磯野智   |
| 12 | 4月12日        | そよかぜが消えた日               | 川崎ヒロユキ | 真下耕一   | 真下耕一   | 土器手司 |
| 13 | 4月19日        | 予習・復習・不勉強               | 川崎ヒロユキ | 高村彰     | 高村彰     | 横山彰利 |
| 14 | 4月26日        | やさしさの方程式                 | 渡辺麻実     | 澤井幸次   | 澤井幸次   | 村田俊治 |
| 15 | 5月3日         | キンキン危険な病原菌             | 川崎ヒロユキ | 小林哲也   | 小林哲也   | 磯野智   |
| 16 | 5月10日        | ストレンジ ラブ                  | 金巻兼一     | 真下耕一   | 藤川茂     | 平田智浩 |
| 17 | 5月17日        | 仁義なき脱出                     | 渡辺麻実     | 高村彰     | 高村彰     | 湖川友謙 |
| 18 | 5月24日        | 告白の行方                       | 川崎ヒロユキ | 澤井幸次   | 澤井幸次   | 村田俊治 |
| 19 | 5月31日        | 眠れる森の美少女                 | 渡辺麻実     | 小林哲也   | 小林哲也   | 横山彰利 |
| 20 | 6月7日         | よきに計らえ善後策               | 川崎ヒロユキ | 藤川茂     | 藤川茂     | 磯野智   |
| 21 | 6月14日        | パコパコ ジュニア!               | 金巻兼一     | 澤井幸次   | 澤井幸次   | 村田俊治 |
| 22 | 6月21日        | たったひとりの軍隊               | 川崎ヒロユキ | 小林哲也   | 高村彰     | 井口忠一 |
| 23 | 6月28日        | 宇宙で一番長い日                 | 川崎ヒロユキ | 澤井幸次   | 藤川茂     | 平田智浩 |
| 24 | 7月5日         | プッツンプッツンピチパチプッツン | 川崎ヒロユキ | 小林哲也   | 小林哲也   | 磯野智   |
| 25 | 7月12日        | マイウェイが切なくて             | 渡辺麻実     | 澤井幸次   | 澤井幸次   | 村田俊治 |
| 26 | 7月19日        | 掟ひろき うつはもの              | 川崎ヒロユキ | 真下耕一   | 真下耕一   | 平田智浩 |

## 放送局
- テレビせとうち（制作局）他、テレビ東京系列各局（同時ネット）
- チューリップテレビ：日曜 6:00 - 6:30（1993年11月7日から1994年5月15日まで放送）[3]
- 熊本県民テレビ：木曜 17:00 - 17:30（本放送終了後の1995年に放送）[4]

## ビデオアニメ版
1994年に全2話の「TYLOR The Irresponsible Captain AN EXCEPTIONAL EPISODE ひとりぼっちの戦争 Tylor's War」と、1995年に全8話の「TYLOR THE IRRESPONSIBLE CAPTAIN」(地上より永遠に)が発売された。

### 特別編
「TYLOR The Irresponsible Captain AN EXCEPTIONAL EPISODE ひとりぼっちの戦争 Tylor's War」
スタッフ
- 監督・脚本・絵コンテ - 真下耕一
- 演出 - 澤井幸次
- キャラクターデザイン・総作画監督 - 平田智浩
- メカニックデザイン - 伊藤浩二
- メカニック作画監督 - 増尾昭一
- 作画監督補 - 越智信次
- 美術監督 - 佐藤勝
- 美術 - スタジオ美峰
- 色彩設定 - 池さゆり
- 撮影 - スタジオコスモス
- 撮影監督 - 池上元秋
- 編集 - 森田清次
- 音楽 - 川井憲次
- 音響監督 - 松川陸
- 特殊効果 - 干場豊
- コンピュータアート - 藤代悟
- 音響製作 - ザックプロモーション、鈴木祐子
- アニメーション制作 - 童夢
- 企画・製作 - タイラープロジェクト（キングレコード、バップ、メディアリング）

### OVAシリーズ
「TYLOR THE IRRESPONSIBLE CAPTAIN」（6話＋2話「地上より永遠に」）
各キャラにスポットが当てられた物語が、最終話「地上より永遠に」へと繋がっていく。主役は以下の通り（1話:アザリン、2話:コジロー、3話:アンドレセン、4話:タイラー、5話:ユリコ、6話:ヤマモト）
各巻テーマソングは全て「T's WORKSHOP」（渡辺瑛美と岩崎琢のオリジナルユニット）が手掛けている。ドラマCDの劇伴も岩崎によるもの。
スタッフ
- 監督 - 吉永尚之
- 音楽 - 渡辺俊幸
- キャラクター原案 - 平田智浩
- キャラクターデザイン・総作画監督 - 河南正昭
- メカニックデザイン - 重田智
- 作画監督 - 河南正昭、柳沢テツヤ、奥村吉昭
- 脚本 - 山邑圭、渡辺麻実、木村直人、吉永尚之
- 演出 - 山内富夫、青木康直、横山広行
- 絵コンテ - 吉永尚之、須永司
- 美術設定 - 加藤浩
- 美術監督 - 佐藤勝
- 美術 - 美峰
- 撮影 - 沖野雅英
- 編集 - 森田清次
- 音響監督 - 斯波重治
- 音響制作 - オムニバスプロモーション
- アニメーション制作 - スタジオディーン
- 製作 - タイラープロジェクト
- テーマソング - T's WORKSHOP

登場キャラ・声の出演
メインキャラはTV版参照。
- チャーリー - 中嶋聡彦（TV版の桜井敏治からの変更）
- ブンタ、ゲイツ、技師、他 - 上田祐司
- ジェイソン、他 - 岡野浩介
- ロナワー - 大木民夫（TV版の西尾徳からの変更）
- オスカー - 平田康之
- ムサシ - 草尾毅
- ルウ - 堀裕晶
- ミランダ - 島本須美
- ヤマシタ、教官 - 谷口節
- カールソン - 松島みのり
- ボブ - 伊倉一恵
- 工作員A - 千葉繁
- コグレ夫人 - 池田昌子
- バルサローム - 大塚芳忠
- 栗栖参謀 - 渡部猛
- 統幕議長 - 岩田安生
- 第一方面軍司令 - 佐藤政道
- 試験官 - 勝生真沙子
- ねーちゃん - 平松晶子

各話リスト
| 話数 | サブタイトル         | 脚本              | 演出     | 絵コンテ | 作画監督         |
| ---- | -------------------- | ----------------- | -------- | -------- | ---------------- |
| 1    | 16歳の法則           | 山邑圭            | 山内富夫 | 吉永尚之 | 河南正昭         |
| 2    | サムライ危機一髪！   | 木村直人          | 青木康直 | 須永司   | ヤナギサワテツヤ |
| 3    | ハイテクの向こう側   | 渡辺麻実          | 青木康直 | 吉永尚之 | 柳沢テツヤ       |
| 4    | ホワイト・クリスマス | 山邑圭            | 山内富夫 | 須永司   | 河南正昭         |
| 5    | 晴れたらいいね・1    | 山邑圭            | 山内富夫 | 吉永尚之 | 河南正昭         |
| 6    | 晴れたらいいね・2    | 山邑圭            | 横山広行 | 吉永尚之 | 奥村吉昭         |
| 7    | 地上より永遠に・前編 | 木村直人 吉永尚之 | 横山広行 | 山内富夫 | 河南正昭         |
| 8    | 地上より永遠に・後編 | 木村直人 吉永尚之 | 横山広行 | 山内富夫 | 河南正昭         |

### ミュージック・クリップ
コンセプトは「みんなのうた」。セル版VHS・LDに特典映像として収録。後に全曲＋新作1本を収めたVHS・LDが発売された。インスト・ボーカル共に曲は全てサントラCDに収録されている。新作の14を除き、キャラクターデザインは平田智浩。2・3曲目は本編戦闘シーンの編集映像。下記リストの曲順は発表順。
| 曲順 | タイトル               | 歌・曲        | 作画監督 (キャラデザ) | 原画              | 絵コンテ | 演出     |
| ---- | ---------------------- | ------------- | --------------------- | ----------------- | -------- | -------- |
| 1    | Strange Lover          | 歌:笠原弘子   | 平田智浩              | 加藤茂            | 真下耕一 | 真下耕一 |
| 2    | 艦隊出撃!              | 川井憲次      | -                     | -                 | 真下耕一 | 小林哲也 |
| 3    | A Tribute To Dom       | 川井憲次      | -                     | -                 | 真下耕一 | 小林哲也 |
| 4    | Passing Days           | 歌:天野由梨   | 平田智浩              | 菊地洋子 村田俊治 | 澤井幸次 | 澤井幸次 |
| 5    | 銀河無責任タイラーガー | 歌:山本正之   | 磯野智                | 吉田英俊          | 澤井幸次 | 澤井幸次 |
| 6    | バカンスリゾート       | 川井憲次      | 平田智浩              | 星和伸            | 澤井幸次 | 澤井幸次 |
| 7    | いい玄関のお城         | 歌:山本正之   | 平田智浩              | 有馬次呂          | 平田智浩 | 高村彰   |
| 8    | 軍人ヤマモト           | 川井憲次      | 井口忠一              | 井口忠一          | 小林哲也 | 小林哲也 |
| 9    | キュンと桃色左胸       | 歌:かないみか | 村田俊治              | 村田俊治          | 澤井幸次 | 澤井幸次 |
| 10   | ハ・ル・ミ♥セクシー    | 川井憲次      | 平田智浩              | 平田智浩          | 平田智浩 | 高村彰   |
| 11   | 愛が消えた夜           | 川井憲次      | 磯野智                | 嵯峨敏            | 澤井幸次 | 澤井幸次 |
| 12   | うつせみの…            | 川井憲次      | 上妻晋作              | 上妻晋作          | 上妻晋作 | 上妻晋作 |
| 13   | Dreams Come True       | 歌:辻谷耕史   | 磯野智                | 井口忠一          | 小林哲也 | 小林哲也 |
| 14   | SA・MU・RA・I          | 歌:岩田光央   | (高橋資祐)            | 高橋資祐          | 高橋資祐 | 小沢一浩 |

## 主題歌・イメージソング

### 各主題歌・サポートソング
- TV版

オープニングテーマ「just think of tomorrow」
（作詞 - 島エリナ / 作曲 - 中村裕介 / 編曲 - 丸尾めぐみ / 歌 - 佐々木真里）
エンディングテーマ「ダウンタウンダンス」
（作詞 - 石嶋薫 / 作曲 - 山浦克己 / 編曲 - 丸尾めぐみ / 歌 - 佐々木真里）
- 特別編

オープニングテーマ「船乗り」
（作詞 - 真下耕一 / 作曲・編曲 - 川井憲次 / 歌 - 広谷順子）
エンディングテーマ「千億光年つないで」
（作詞 - 杉山麻理子 / 作曲・編曲 - 飯塚昌明 / 歌 - 佐々木真里）
- OVAシリーズ（作詞・作曲・編曲・演奏・歌 - T's WORKSHOP〈岩崎琢&渡辺瑛美〉）

公式サポートソング   「時を越えて」
エンディングテーマ 1「ずっといしっしょだよ」
エンディングテーマ 2「自由の翼」
エンディングテーマ 3「REQUIEM」
エンディングテーマ 4「EVE」
エンディングテーマ 5「EVERY DAY AND NIGHT」
エンディングテーマ 6「空と海がひとつになる場所」
エンディングテーマ 7・8「あなたをずっとみつめている」
- その他

「時を越えて - REMIX VERION -」
（特別参加：古本新之輔）※「地上より永遠に」主題歌シングルのみに収録
タイラー公式サポートソング「君は世界で一番に素敵な人だと思う」
（作詞 - 木本慶子 / 作曲 - 川井憲次 / 編曲 - 八木橋カンペー / 歌 - 冨永みーな）

### イメージソング
MUSIC FILE1
- 「Strange Lover」

（作詞 - 島エリナ / 作曲・編曲 - 丸尾めぐみ / 歌 - 笠原弘子）
MUSIC FILE2
- 「Passing Days」

（作詞 - 木本慶子 / 作曲 - 中村裕介 / 編曲 - 坂下秀実 / 歌 - 天野由梨）
- 「銀河無責任タイラーガー」

（作詞・作曲・歌 - 山本正之 / 編曲 - 高田弘）※コード進行が「銀河旋風ブライガー」と同じ
- 「いい玄関のお城」

（作詞・作曲・歌 - 山本正之 / 編曲 - 高田弘）
MUSIC FILE3
- 「キュンと桃色左胸」

（作詞 - 木本慶子 / 作曲 - 菅井えり / 編曲 - 丸尾めぐみ / 歌 - かないみか）
- 「Dreams Come True」

（作詞 - 島エリナ / 作曲 - 山浦克己 / 編曲 - 中村裕介 / 歌 - 辻谷耕史）
- 「Don't be so irresponsible」

（作詞 - 吉岡平 / 補作詞 - 小松研多郎 / 作曲・編曲 - 中村裕介 / 歌 - 速水奨）
MUSIC FILE4
- 「そして自由になろう」

（作詞 - 福山恭子 / 作曲・編曲 - 飯塚昌明 / 歌 - 佐々木真里）
- 「俺達ゃ海兵隊」

（作詞・作曲・編曲 - 小松研多郎 / 歌 - 柴本浩行&中田和宏 / コーラス - そよかぜカンパニー〈阿部孝、中村俊介、小松研多郎、高橋幸也〉）
- 「恋、したみたい」

（作詞 - 木本慶子 / 作曲 - 小松研多郎 / 編曲 - 小松研多郎&丸尾めぐみ / 歌 - 岡本麻弥）
- 「In Your Eyes」

（作詞 - Bill Doughty / 作曲 - 中村裕介 / 編曲 - 坂下秀実 / 歌 - 佐々木真里）
MUSIC FILE5
- 「just think of tomorrow（英語バージョン）」（歌 - 佐々木真里）
- 「Silent Doll」

（作詞 - 木本慶子 / 作曲・編曲 - 川勝陽一 / 歌 - 三石琴乃）
- 「あり"FURETA"恋」

（作詞 - 木本慶子 / 作曲・編曲 - 小松研多郎 / 歌 - Queen Cream Zone）
MUSIC FILE6
- 「1.2.3.4.5 GET Ready！（「ダウンタウンダンス」英語バージョン）」（歌 - 佐々木真里）
- 「君はBaby Heart」

（作詞 - 木本慶子 / 作曲・編曲 - 丸尾めぐみ / 歌 - Queen Cream Zone）
- 「哀歌」

（作詞 - 小松研多郎 / 作曲 - 中村裕介 / 編曲 - 丸尾めぐみ / 歌 - 関俊彦）
MUSIC FILE7
- 「船乗り【声優Version】」

（作詞 - 真下耕一 / 作曲・編曲 - 川井憲次 / 歌 - 辻谷耕史、天野由梨、中田和宏、三石琴乃）
- 「銀河の神話」

（作詞 - 杉山麻理子 / 作曲・編曲 - 丸尾めぐみ / 歌 - 辻谷耕史、天野由梨、笠原弘子）
- 「Who are you？明日を越えたら」

（作詞 - 島エリナ / 作曲 - 山浦克己 / 編曲 - 飯塚昌明&丸尾めぐみ / 歌 - 佐々木真里）
MUSIC FILE8
- 「舟が港に帰る時」

（作詞 - 木本慶子 / 作曲 - 川井憲次 / 編曲 - 丸尾めぐみ / 歌 - 辻谷耕史、岩田光央、中田和宏、天野由梨、かないみか、三石琴乃）
- 「Love me more」

（作詞 - 木本慶子 / 作曲 - 川井憲次 / 編曲 - 丸尾めぐみ / 歌 - かないみか）
- 「いざ征けヤマモト！」

（作詞 - 小松研多郎 / 作曲 - 川井憲次 / 編曲 - 丸尾めぐみ / 歌 - 柴本浩行&中田和宏）
- 「気付いてないのはアナタだけ」

（作詞 - 木本慶子 / 作曲 - 川井憲次 / 編曲 - 丸尾めぐみ / 歌 - 天野由梨&速水奨）
- 「Keep on smiling」

（作詞 - 島エリナ / 作曲・編曲 - 川井憲次 / 歌 - 柴本浩行）
- 「operator bule」

（作詞 - 杉山麻理子 / 作曲・編曲 - 飯塚昌明 / 歌 - 成田剣）
- 「SKY HIGH」

（作詞 - 小松研多郎 / 作曲 - 川井憲次 / 編曲 - 丸尾めぐみ / 歌 - 岩田光央）
- 「風は愛☆愛はあなた」

（作詞 - 杉山麻理子 / 作曲 - 川井憲次 / 編曲 - 丸尾めぐみ / 歌 - 三石琴乃）
- 「Tough&Rough」

（作詞 - 木本慶子 / 作曲 - 山浦克己 / 編曲 - 丸尾めぐみ / 歌 - 関俊彦）
- 「普通の生き方」

（作詞 - 木本慶子 / 作曲 - 川井憲次 / 編曲 - 坂下秀実 / 歌 - 辻谷耕史）
- 「お先に失礼!!」

（作詞・作曲・歌 - 佐々木真里 / 編曲 - 飯塚昌明）
- 「祈り」

（作詞 - 杉山麻理子 / 作曲 - 川井憲次 / 編曲 - 丸尾めぐみ / 歌 - 笠原弘子）

## 関連商品

### 映像ソフト
DVD
- 無責任艦長タイラー DVD-BOX I 「〜素敵に無敵！出世の花道〜」
  - TVシリーズ1話〜14話
  - TVシリーズ情報ビデオ「抜け駆け編」
  - OVA情報ビデオ「特別編な情報版」
  - 「just 15 minutes station 1」（TVシリーズレンタル版特典映像）

- 無責任艦長タイラー DVD-BOX II 「愛は戦争より強し〜アザリンVSパコパコ〜」
  - TVシリーズ15話〜最終話
  - OVA「特別編・ひとりぼっちの戦争」
  - 新OVAシリーズ情報ビデオ「オープニング・セレモニー」
  - 「just 15 minutes station 2」（TVシリーズレンタル版特典映像）

- 無責任艦長タイラー DVD-BOX III 「駆逐艦そよかぜ〜艦旗は降りず〜」
  - 新OVAシリーズ全8話／メモリアル・エディション／ミュージック・クリップ／超秘蔵映像集

VHS／LD（各特典詳細）
一連の実写映像には公式サポーターの冨永みーなとニュースキャスターつくし哲也・コメ宏に扮した柴本浩行が主に出演、番組進行を務める。
- LD-BOX 無責任大百科全集1
  - DISK6＋SP1／無責任グラフィック大全（パッケージ、ポスターなどのイラスト集。全32p）

- LD-BOX 無責任大百科全集2
  - DISK6＋SP1／無責任読本（辻谷耕史による「ひとりぼっちの戦争」製作レポート。全20p）

- TVシリーズ
  - VHSセル版 S1〜13（特典：ミュージック・クリップ）
  - VHSレンタル版 R1〜7（特典：実写番組「just 15 minutes station」出演：冨永みーな&柴本浩行。他）
  - LD L1〜13（特典：ミュージック・クリップ＋吉岡平連載小説「謎の電波星雲」（そよかぜクルーの人格が入れ替わるドタバタ物）／ジャケット内側：設定資料&スタッフコメント／L13封入 録音終了後キャストインタビュー）

- OVA特別編 ひとりぼっちの戦争
  - VHSセル版 前後編／レンタル版全長版
  - LD 前後編

- OVAシリーズ（全8話）
  - VHSセル版 SV1〜6／「地上より永遠に」前後編
  - VHSレンタル版 RV1〜3／「地上より永遠に」
  - LD LV1〜6／「地上より永遠に」前後編

- VHS/LD ミュージック・クリップ （セル版に収録した物＋新作1本）
- VHS 情報版 抜け駆け編 （TVシリーズ放送に先駆けて発売された情報ビデオ／司会：冨永みーな、柴本浩行、井上伸一郎／佐山郁子、他アニメ関係者／キャストインタビュー）
- VHS/LD メモリアル・エディション（LD特典：「タイラー新聞」第一面目録）（出演：冨永みーな、笠原弘子、辻谷耕史）
- VHS 特別編な情報版 （OVA特別編情報ビデオ／出演：冨永みーな、柴本浩行、辻谷耕史、笠原弘子、岩田光央）
- VHS オープニング・セレモニー （OVAシリーズ情報ビデオ／出演：冨永みーな、各話インタビュー：笠原弘子、岩田光央、柴本浩行、天野由梨／他）
- 非売品VHS おしゃべりな無責任!?（アニメV全員サービス。「特別編」本編映像&トーク／声の出演：冨永みーな、笠原弘子、辻谷耕史）

### CD
シングル
1. TV主題歌OP&ED
2. OVA特別編主題歌
3. OVAシリーズ公式サポートソング&第1話ED
4. OVAシリーズ「地上より永遠に」主題歌

アルバム
1. 無責任艦長タイラー MUSIC FILE "SENTEHISSYOU"
2. 無責任艦長タイラー MUSIC FILE2 "ICHIRENTAKUSYOU"
3. 無責任艦長タイラー MUSIC FILE3 "SEIRENKEPPAKU"
4. 無責任艦長タイラー MUSIC FILE4 "GADENINSUI"
5. 無責任艦長タイラー MUSIC FILE5 "TENSHINRAMMAN"
6. 無責任艦長タイラー MUSIC FILE6 "UNPUTENPU"
7. O.V.A 無責任艦長タイラー 特別編 MUSIC FILE7 "ONTOROUROU"
8. 無責任艦長タイラー MUSIC FILE8 "HYAKKARYOURAN"
9. 無責任艦長タイラー サウンドノート1 ヤア！ヤア！ヤア！
10. 無責任艦長タイラー サウンドノート2 デライトフル
11. 新OVAシリーズ 無責任艦長タイラー 地上より永遠に
12. 新OVAシリーズ 無責任艦長タイラー テーマソングコレクション完全版

非売品CD
各ソフト封入のポイントを集めたら貰える特典。トーク&ドラマ。
- 無責任CDシングル 全6枚
  1. 辻谷耕史、笠原弘子、吉岡平、土方ゆな、白山隆彦、小林治
  2. パーソナリティ：冨永みーな／「平の部屋」：吉岡平、笠原弘子／ドラマ「A COOL DAY'S NIGHT」：辻谷耕史、天野由梨、かないみか、岩田光央、岡本麻弥、笠原弘子
  3. パーソナリティ：冨永みーな／「平の部屋」「ショウ・ハヤミの部屋」：速水奨、吉岡平／ドラマ「A COOL DAY'S NIGHT」：辻谷耕史、天野由梨、かないみか、岩田光央、岡本麻弥、笠原弘子
  4. パーソナリティ：冨永みーな／ゲスト：山崎千恵子／「無責任芸能特選」辻谷耕史、速水奨、岩田光央、三石琴乃、関俊彦、三田ゆう子、笠原弘子、山崎千恵子／ドラマ「真昼の決闘」：辻谷耕史、速水奨
  5. 月瀬ゆうか、吉岡平、関俊彦、冨永みーな
  6. 冨永みーな、岩田光央／ドラマ「忘れじの雨に唄えば」：柴本浩行&岡本麻弥

- 無責任CD 全3枚
  1. 『いつも心にタイラーを』ほぼ完全実況版／冨永みーな、岩田光央
  2. 『8585ダイヤル』ほぼ完全収録版／パーソナリティ：本多知恵子／ゲスト：吉岡平、冨永みーな、笠原弘子
  3. 『おめで鯛からおめでとう』ほぼ卒業記念盤／辻谷耕史、速水奨、関俊彦、かないみか、中田和宏、笠原弘子、三田ゆう子、他／未発表ドラマ…ドラマ発掘!?「男たちの香り」：柴本浩行&中田和宏／ドラマ発掘!!「できるかな」：笠原弘子、三田ゆう子

- おたのしみシングルCD
  1. 「新銀河無責任シアター第368話『乙女座の怪人』」：中田和宏、柴本浩行、かないみか、三石琴乃、高田由美、野中民美代
  2. TAKE OUT PARTY・海賊版（タイラープロジェクト主催、ニュータイプ編集部協賛で1996年2月25日・東京渋谷Egg-manで開催された「TAKE OUT PARTY」のライブ模様を収録）

非売品カセット
アニメV全員サービスの「オリジナル・バーチャル・ラジオ・プログラム」。
- 無責任艦長タイラー『特別編』な情報版

### その他の関連商品
- 書籍
  - 『NEWTYPE100%COLLECTION 無責任艦長タイラー Newtylor』1994年9月15日初版発行、ISBN 4-04-852493-3
  - 『宇宙一の無責任男シリーズデラックス 無責任艦長タイラー読本』1995年3月20日初版発行、ISBN 4-8291-7266-5
- CD-ROM
  - 無責任艦長タイラー クリック・モーション・コミック（Mac/Win：設定資料・パッケージ原画・ムービーなどを収録）
- 食玩 （発売元：フルタ製菓）
  - 無責任艦長タイラー シップモデルチョコ（麦チョコ&シップモデル入り）
    - 「駆逐艦そよかぜ」「空母鳳鸚」「戦艦肥前」「巡洋艦ドローメ」の全4種／スタンド付・無彩色

  - 無責任艦長タイラーガム青リンゴ味（50円。ガム&ステッカー入り）全10種
  - 無責任艦長タイラーチョコ（ウエハースチョコ&カード入り）全20種
    - イラストは描き下ろしだが、シール・カード共に絵柄は使い回し。表にキャラorメカのイラスト、裏に各話ストーリー紹介。当時バーコードバトラーが流行っていた為か、カード下部にはバーコードが印刷されている。

## タイラー新聞
キャンペーンの一環として無料配布されていた情報ペーパー。後に有料の定期購読制になる。
作品情報だけでなく、キャストやスタッフへのインタビュー、収録レポート、読者投稿イラストの掲載など、無料配布物にしては充実した内容となっている。一方で、タイラーとは関係のない記事が載っていたりライターの文章が無責任で投げやり気味だったりと、それが無責任でデタラメな「タイラーらしい」紙面構成になっている。
無料配布版には漫画家こにししのぶによる熱血漫画「タイラー野郎」（タイラーファンの漫画家・五二四秀部の物語）が掲載された。「MUSIC FILE 5、6」のブックレットでもこにしによる「タイラーマスク」を見ることができる。
- 『無料配布版』 CDショップなどの店頭で1992年12月から毎月配布されていた。基本形体はB5版・4p。「LDメモリアル・エディション」に封入されたタイラー新聞目録では1994年4月発行の第16号までを確認できる。『号外』も何号か存在し、市販ソフト封入、タイラー関連イベントでの配布、雑誌掲載などがされた。
- 『ポスター版』正式名称は「ポスター・サイズド『タイラー新聞』」。通常の無料配布版とは別に、フルカラー特大サイズの情報ポスターとして店頭に貼られた。『OVA特別編』のスケジュールに合わせ1994年5月から隔月で全3号発行された。
- 『定期購読版』 全8号・A4版全4p（号数は25から32）。1995年7月から1996年9月まで隔月発行された。「遊び大好き新聞」と称され、原作者やキャストによる執筆などを掲載。定期購読第1次申込特典はクリアファイル2種、第2次申込特典はバックナンバーと特製生写真。
- 『月刊OUT連載版』「月刊OUT of タイラー新聞」として1993年11月号から1995年2月号まで全15号、毎月連載されていた。見開き2p。掲載誌が「OUT」ということもあり内容もいつも以上にアバウトな印象で、平気で別作品の話題をするなど好き放題にやっている。1995年2月号で連載を終了したが、数ヵ月後の6月号で復活する予定だった。だが月刊OUTが5月号で休刊することが急遽決まり「月刊OUT of タイラー新聞」の復活は、OUT休刊号での復刊第1号のみに終わった。

## ラジオ放送
TVシリーズ終了間もなく1993年10月9日『タイラー無責任倶楽部』が放送開始（文化放送）。番組パーソナリティは冨永みーな。ドラマが始まる11月6日までは前夜祭企画として本編出演声優がゲストに招かれた（第一回ゲストは辻谷耕史&笠原弘子）。

### ラジオドラマ
「本編では描かれなかったがこんなエピソードもあった」という前提で、毎回2人のキャラクター（役者）にスポットを当てて綴られるサイドストーリー。
当初の予定は全20話。脚本は木村直人、演出は浅梨なおこが手掛け、録音はTVシリーズと同じニュージャパンスタジオで行われた。10月19日の初収録日は「第1話 あぁ、酔いどれ天国」「第2話 女三人、会議は踊る」「第3話 忘れじの雨に唄えば」が録音され、その模様は『タイラー新聞』にも掲載された。
番組内で放送されたラジオドラマはCDアルバム「MUSIC FILE 5、6」に収録された。